# Ghazala Javed
Ghazala Javed (Swat, 1º gennaio 1988 – Peshawar, 19 luglio 2012) è stata una cantante pakistana, di musica pashtu.

## Biografia
Ha iniziato a cantare nel 2004 e fece parte dei Giovani Pakistani. La sua musica è famosa non solo in Pakistan, ma anche in Afghanistan e in tutti i posti dove abitano i Pashtu.
Realizzò 12 album nella sua carriera, oltre a innumerevoli singoli, ed è considerata l'artista pashtun più pagata di sempre; cantava in occasione di ricevimenti e cerimonie per compensi di 12-15.000 dollari a notte, a Kabul e anche a Dubai.
Fu uccisa il 18 giugno 2012 da un killer su una motocicletta, insieme a suo padre, all'età di 24 anni. Secondo le autorità, il suo ex-marito è fra le persone sospettate del delitto.